# Capital Ahora
Capital Ahora es un noticiero colombiano trasmitido por Canal Capital de Bogotá, se transmiten de lunes a viernes con 3 emisiones y los Fines de semana 2 emisiones

## Historia
Vinculado a sus orígenes con los del canal, inicialmente fue presentado y dirigido por Oscar Ritoré  hasta 2000, ya que sufrió posteriormente constantes cambios de la administración distrital, de set y de presentadores se ha llegado a su configuración actual gracias a que se transmite los reportajes de la ciudad desde otras perspectivas y manteniendo la línea editorial del canal.
En 2009, fue nominado en la categoría de mejor noticiero para el Premio TVyNovelas.
Con asunción a la alcaldía de Gustavo Petro en 2012, también se incluyó con profundidad los reportajes con enfoques con temáticas a los derechos humanos y además se añadió mayor acceso a la información para la población con limitaciones auditivas gracias a la alianza con el Instituto Nacional para Sordos (INSOR).

### Cambios para 2016
Para 2016 se tiene nuevos cambios para el noticiero, pero se sabe hasta ahora que la nueva directora será la reconocida periodista Claudia Palacios. El formato del noticiario se redujo en febrero de 2016, después de un mes sin emitir, a 15 minutos por hora, cambiando del nombre de Noticias Capital por Canal Capital Boletín Informativo. Según Palacios el informativo como tal reiniciaría en abril.

## Características (hasta 2015)

### Emisiones
- Regulares: lunes a viernes 12:00 y 19:00y fines de semana a las 19:00
- Especiales: Para población con limitaciones auditivas lunes a viernes las 5:30 y 23:30 y fines de semana a las 12:30

### Secciones
El noticiero contaba con secciones de actualidad del distrito, del país y los derechos humanos, así como la parte internacional, cultural y deportiva, así como la de Colombia Positiva, para destacar los hechos y logros agradables del país con enfoque en la vida cotidiana. Ocasionalmente se anuncian nuevos programas y transmisiones propias del canal y de las entidades del distrito.
También disponía del espacio de El Reportero Digital, que permite mostrar las noticias desde la óptica de los cibernautas residentes en las localidades de Bogotá y el municipio de Soacha mediante la herramienta de aplicación de Google Play para ser enviadas a los espacios del canal en las redes sociales o al correo electrónico oficial.

### Presentadores
- Anteriores: Oscar Ritoré (1998-2000), María Paula Muñóz,[6] Beatriz Helena Álvarez (2004-2012), Carlos Júlio Guzmán (deportivo), Ángela Peluha (2015), Omaira Morales (2011-2015), Johana Palacios y Carlos Augusto Meléndez (deportivo) (2014-2015). Directores: Luis Guillermo Troya (2014-2015); Claudia Palacios (2016-2017)

- Actuales: Carolina Montoya, Mauricio Arroyave, Laura Hernández, Catalina Téllez, Julio César Mendozza, Paola Conde, María Rocío Stevenson y  Deportivos: William Mauricio Gómez, Yanjane Meneses, Cristian Marín y Chavi Delgado. Director: Yesid Lancheros (desde 2017)